# Мальчевцы
Мальчевцы (укр. Мальчівці) — село на Украине, находится в Барском районе Винницкой области.
Код КОАТУУ — 0520283003. Население по переписи 2001 года составляет 594 человека. Почтовый индекс — 23034. Телефонный код — 4341.
Занимает площадь 28,8 км².
В селе действует храм Иоанна Предтечи Барского благочиния Винницкой и Барской епархии Украинской православной церкви.

## Известные уроженцы
- Одер, Игорь Владимирович (р.1964) — российский государственный деятель, генерал-полковник внутренней службы.

## Адрес местного совета
23034, Винницкая область, Барский р-н, с. Мальчевцы, тел. 37-12-3